# Angelópolis (ort)
Angelópolis är en ort i Colombia.   Den ligger i departementet Antioquía, i den nordvästra delen av landet, 240 km nordväst om huvudstaden Bogotá. Angelópolis ligger 1 898 meter över havet och antalet invånare är 1 917.
Terrängen runt Angelópolis är kuperad åt sydväst, men åt nordost är den bergig. Runt Angelópolis är det tätbefolkat, med 427 invånare per kvadratkilometer. Närmaste större samhälle är Itagüí, 14,7 km nordost om Angelópolis. I omgivningarna runt Angelópolis växer i huvudsak städsegrön lövskog.